# مصطفی اوستونداع (بازیگر)
مصطفی اوستونداع (به ترکی استانبولی: Mustafa Üstündağ) (زادهٔ ۱۱ فوریه ۱۹۷۷، مرسین) بازیگر اهل ترکیه است و شاید او را در مجموعه تلوزیونی گودال به اسم قهرمان کوچوالی دیده باشید.

## زندگی و حرفه
اوستونداع در ۱۱ فوریه ۱۹۷۷ در مرسین متولد شد. او اصالتاً اهل آدانا است. او در پنج سالگی خواهرش را از دست داد. پس از تحصیل تئاتر در گروه تئاتر مرکز هنری موژدات گزن، او روی صحنه‌های تئاتر منطقه‌ای کوجائلی، کارگاه هنری کارتال و بازیگران م‌س‌م بازی کرد.او برای اولین بار با مجموعه داستان مار در مقابل دوربین‌ها ظاهر شد.

## فیلم‌شناسی
| فیلم | فیلم                                  | فیلم           | فیلم       |
| سال  | نام                                   | نقش            | یادداشت    |
| ---- | ------------------------------------- | -------------- | ---------- |
| ۲۰۰۰ | کوچک                                  | سارهوش         |            |
| ۲۰۰۴ | کابوس متروپول                         | بهلول          |            |
| ۲۰۰۴ | فیروزه کجایی                          | پیسلیک ۲       |            |
| ۲۰۰۴ | گولیزار                               | علی            |            |
| ۲۰۰۵ | سفر                                   | حسین           |            |
| ۲۰۰۷ | امر کن فرمانده شاه مات                | سادو (سعدالله) |            |
| ۲۰۰۷ | بدون زنجیر                            | تالات          |            |
| ۲۰۰۷ | لبخند                                 | قصاب           | فیلم کوتاه |
| ۲۰۰۷ | روز هشتم زینب                         | علی            |            |
| ۲۰۰۸ | روز هشتم دلبر                         | دیوانه شهر     |            |
| ۲۰۰۸ | مورو: لعنت به عشق من به بشریت         | مورو (مورات)   |            |
| ۲۰۰۹ | داداشم                                | چتین           |            |
| ۲۰۱۰ | کاربوی مقدس ۲: رانش                   | موژدات         |            |
| ۲۰۱۰ | گرگ‌های دیوانه دومرول در قلمرو پرندگان | هوسنو بابا     |            |
| ۲۰۱۰ | وای رفیق                              | سادیک          |            |
| ۲۰۱۲ | بگذارید آخرین باشد                    | آساف           |            |
| ۲۰۱۲ | داستان بلند                           | ماکاسچی        |            |
| ۲۰۱۴ | غول                                   | کادیر          |            |
| ۲۰۱۶ | پر شیطان                              | متین چاکیر     |            |
| ۲۰۱۹ | اجازه ندهید رییس بشنود                | بوران کایالی   |            |
| ۲۰۲۲ | مهمان اجباری                          | هارون دوعو     |            |

| تلویزیون   | تلویزیون                                 | تلویزیون         | تلویزیون                                    |
| سال        | نام                                      | نقش              | یادداشت                                     |
| ---------- | ---------------------------------------- | ---------------- | ------------------------------------------- |
| ۲۰۰۰       | توجه بچه‌ای وجود دارد                     | زکی              |                                             |
| ۲۰۰۰       | شماره هفت                                | نگهبان           | قسمت ۳۰                                     |
| ۲۰۰۱       | شماره هفت                                | قاچاقچی          | قسمت ۶۲                                     |
| ۲۰۰۲       | کژه                                      |                  |                                             |
| ۲۰۰۴       | محله بهشت                                | ایلکر            | قسمت ۱۸                                     |
| ۲۰۰۴       | روح                                      | حمزه             |                                             |
| ۲۰۰۴       | چه اتفاقی برای من افتاد                  | جمال             | ۱۳ قسمت (۱–۱۳)                              |
| ۲۰۰۵–۲۰۰۶  | تبعید به عشق                             | جلال شاهوار      | ۵۳ قسمت (۱–۵۳)                              |
| ۲۰۰۶       | امر کن فرمانده                           | سادو (سعدالله)   | ۱۶ قسمت (۵۲–۶۸)                             |
| ۲۰۰۷       | بی‌خانمان بی‌محل                           | محمت امین        | ۱۸ قسمت (۱–۱۸)                              |
| ۲۰۰۷–۲۰۰۹  | آشیانه گرگ‌ها: کمین                       | مورو (مورات)     | ۵۲ قسمت (۱۳–۶۵)                             |
| ۲۰۰۸       | چه چیزی زندگی می‌کند چه چیزی زندگی نمی‌کند | محکوم            | تله فیلم                                    |
| ۲۰۱۰       | خانواده جامعه جومبور                     | کنان             | ۱۵ قسمت (۱–۱۵)                              |
| ۲۰۱۱       | باند ازمیر                               | سلامی            | ۱۶ قسمت (۱–۱۶)                              |
| ۲۰۱۱       | عصر است                                  | آیهان            | ۴ قسمت (۱–۴)                                |
| ۲۰۱۱       | گل تاریکی                                |                  |                                             |
| ۲۰۱۳–۲۰۱۴  | مرحمت                                    | سرمت کارایل      | ۴۴ قسمت (۱–۴۴)                              |
| ۲۰۱۳       | آرزوهای برآورده شده                      |                  | قسمت ۴                                      |
| ۲۰۱۴–۲۰۱۵  | قانون عشق                                | چتین             | ۱۰ قسمت (۱–۱۰)                              |
| ۲۰۱۶       | ماه‌پیکر                                  | کارا داووت پاشا  | ۹ قسمت (۲۱–۳۰)                              |
| ۲۰۱۶–۲۰۱۷  | دوست داشتن را به من یاد بده              | هاشمت توعجو      | ۲۲ قسمت (۱–۲۲)                              |
| ۲۰۱۷       | این حساب نمی‌شود                          | آرماعان ساییلماز | ۳ قسمت (۱–۳)                                |
| ۲۰۱۷       | گودال                                    | قهرمان کوچوالی   | ۲ قسمت (۱، ۹)                               |
| ۲۰۱۸       | همسر خطرناک من                           | فیرات انگین      | ۶ قسمت (۱–۶)                                |
| ۲۰۱۸–۲۰۲۰  | راهزنان در دنیا حکومت نمی‌کنند            | بوران کایالی     | ۵۱ قسمت (۱۰۸–۱۵۹)                           |
| ۲۰۲۰، ۲۰۲۱ | گودال                                    | قهرمان کوچوالی   | ۱۰ قسمت (۹۵، ۹۷–۱۰۰، ۱۰۲–۱۰۳، ۱۰۴–۱۰۶، ۱۳۱) |

| تئاتر | تئاتر            | تئاتر                                    | تئاتر |
| سال   | نام              | یادداشت                                  |       |
| ----- | ---------------- | ---------------------------------------- | ----- |
|       | روغن آکاد        |                                          |       |
|       | برای احساس سرما  |                                          |       |
|       | مراحل انسان      |                                          |       |
|       | دیوار افسانه     |                                          |       |
|       | اسمورف‌ها         |                                          |       |
|       | این را بسوزان    |                                          |       |
|       | دیوار            |                                          |       |
|       | یک فصل در هاکاری | فریت ادگو                                |       |
|       | کمان آکاد        | گونگور دیلمن                             |       |
| ۲۰۰۰  | باغ آلبالو       | آنتون چخوف - بازیگران MSM                |       |
| ۲۰۰۱  | آنتیگونه         | سوفوکل - بازیگران MSM                    |       |
| ۲۰۰۲  | تماشای گودو      | اوعور اولوداع - موسسه استانداردهای اسپتی |       |
| ۲۰۱۱  | حماسه کشانلی علی | هالدون تانر - مرکز فرهنگی صدری آلیشیک    |       |
| ۲۰۱۲  | خانه اصلاحی      | نورمن لاک - تئاتر گلی                    |       |

## جوایز
| نتیجه | سال  | جایزه             | دسته‌بندی                   | تولید         |
| ----- | ---- | ----------------- | -------------------------- | ------------- |
| برنده | ۲۰۰۸ | جوایز صدری آلیشیک | بازیگر امیدوار کننده       | روز هشتم زینب |
| برنده | ۲۰۱۱ | جوایز صدری آلیشیک | بهترین بازیگر نقش مکمل مرد | وای رفیق      |